# Церковь в Янаккала
Церковь Святого Лаврентия в Янаккала — это средневековая церковь из серого гранита. Она расположена в муниципалитете Янаккала в деревне с церковным приходом Таринмаа и получила название в честь Святого Лаврентия. Строителем церкви считается Оке Тотт. Церковь, по-видимому, была освящена 19 сентября 1520 года. Здание вмещает около 650 человек.
По преданию, на этом месте в XIII веке была построена деревянная церковь. Вероятно, она была расположена перед нынешней колокольней, так как во время работ по опусканию ближайшей шоссейной дороги там были найдены могилы, которые, возможно, находились под полом старой церкви.
Ризница и притвор были снесены в XIX веке, когда церковь была перестроена в церковь крестообразной формы в стиле ампир, а в восточной части возвели новую ризницу. Колокольня была сооружена строителем церквей Мартти Толпо и завершена в 1785 году. Церковные колокола относятся к XVII и XVIII веку.
Алтарная картина представляет собой типичное полотно, изображающее распятие Христа. Это картина Б. А. Годенхельма «Иисус на кресте» 1851 года. Церковная кафедра 1660-х годов предположительно изготовлена Микаэлем Микаэливичем Балтом из Похья.
Примерно в 450 метрах к югу от церкви находится источник Лаврентия, который, согласно легендам, использовался для крещения местных жителей.

## Орган
В 1993 году был введён в эксплуатацию нынешний 40-регистровый орган в стиле северогерманского барокко. Он был изготовлен на органном заводе Мартти Портхана в Янаккала. В состав комитета по проектированию органа входили в качестве экспертов профессор органной музыки Олли Портхан, игравший также на церемонии открытия органа, и органист Калеви Кивиниеми, который выступал в качестве органиста на торжественном богослужении. Особенностью органа являются сменные трубы, с помощью которых звучание органа можно настроить по среднему регистру. Предыдущий пневматический орган церкви был произведён на органном заводе в Кангасала.